# José María Freire
José María Freire (Buenos Aires, 25 de septiembre de 1901 - ib., 11 de mayo de 1962) fue un sindicalista y político argentino que ejerció el cargo de ministro de Trabajo y Previsión durante la gestión de Juan Domingo Perón. Fue el primer ministro de Trabajo de la historia argentina, un cargo que desde entonces pocas veces ha quedado vacante.

## Biografía
Nació en Barracas (Buenos Aires), como hijo de una familia numerosa y humilde. Desde los ocho años trabajó como obrero en la industria del vidrio durante cuatro décadas, en diversas empresas del sur del Gran Buenos Aires.
Afiliado al Partido Socialista, desde 1936 fue secretario de Prensa y Propaganda del Sindicato de Obreros de la Industria del Vidrio y Afines. El sindicato tuvo una existencia errática, y hacia 1943 estaba dividido en varios sectores enfrentados. En junio de 1944, con apoyo de la Secretaría de Trabajo de la Nación, cuyo titular era el coronel Juan Domingo Perón, se logró la formalización y unificación del sindicato, del cual Freire fue primero director general de Asistencia Social, y posterior Secretario General. Ese año, ejerció como secretario general interino de la Confederación General del Trabajo (CGT).

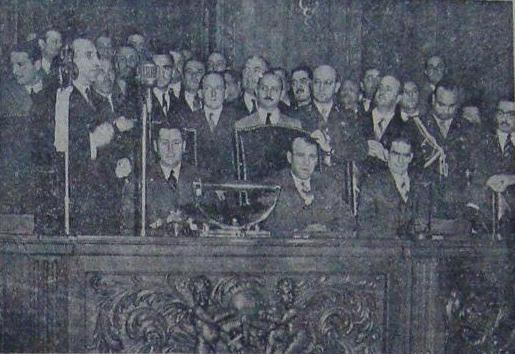
Momento de su asunción como ministro.

En junio de 1946 fue nombrado secretario de Trabajo y Previsión de la Nación, el cargo que habían ocupado el general Juan Domingo Perón y luego el coronel Domingo Mercante durante los gobiernos de la revolución del 43. Dado que Eva Perón tenía una oficina en la misma Secretaría, su relación con la primera dama se hizo muy frecuente; de hecho, Evita recibía delegaciones de sindicatos del interior como intermediaria con el presidente, relegando un tanto el papel de Freire a un nivel secundario. Su papel era de mediador, solucionando los reclamos de los diversos sindicatos, y presionando para evitar huelgas. A medida que la primera fue concentrando su actividad en la Fundación Eva Perón, Freire recuperó protagonismo en su cartera.
En 1949, tras la reforma constitucional, la Secretaría fue elevada al rango de Ministerio de Trabajo y Previsión, con Freire como titular. Cuando Perón inició su segunda presidencia, Freire continuó al frente del Ministerio, hasta su reemplazo en abril de 1953 por Alejandro Giavarini.
Freire se reincorporó al Sindicato del Vidrio, ocupó puestos relevantes hasta que la dictadura de 1955 intervino el gremio. Volvió a trabajar como obrero del vidrio y falleció en 1962. 
Estaba casado con Adela Plana, de quien tuvo tres hijos.

## Homenajes
Una corta calle del barrio de Saavedra de la ciudad de Buenos Aires, otra en la ciudad de Avellaneda, y un centro de formación profesional en la ciudad de Buenos Aires homenajean a este sindicalista y funcionario con su nombre.
Hacia 2024, en Berazategui, inauguraron un tramo de la calle 361, en Ranelagh.